# 聖天使報喜東正教堂 (杜布羅夫尼克)
聖天使報喜東正教堂（Church of the Holy Annunciation, Dubrovnik）是位於克羅埃西亞城市杜布羅夫尼克的一座塞爾維亞正教會的教堂。教堂修建於1877年。